# Martín Bellotti
Martín Bellotti (Argentina, 21 de enero de 2002) es un futbolista ítalo-argentino que juega de mediocentro en la Asociación Deportiva Ceuta, cedido por el  Club de Fútbol Intercity de la Primera Federación.

## Trayectoria
Bellotti es un jugador formado en la cantera del Club Atlético Newell's Old Boys. En la temporada 2019-20, formó parte del Club Atlético Newell's Old Boys II.
El 4 de octubre de 2020, Belloti es cedido al Club de Fútbol Intercity de la Tercera División de España. En la temporada 2020-21 consiguió el ascenso a Segunda División RFEF tras una victoria en la final de los playoffs de ascenso ganando al Elche Ilicitano Club de Fútbol con un gol suyo en el minuto 81 de partido.
El 5 de julio de 2021, firma en propiedad por el Club de Fútbol Intercity de la Segunda Federación por cuatro temporadas.
El 15 de septiembre de 2021, sufre una lesión de rodilla que le tendría apartado de los terrenos de juego toda la temporada 2021-22.
En la temporada 2022-23, con el conjunto alicantino en Primera Federación participa en 30 partidos en los que anota un gol y disputa 2 partidos de Copa del Rey.
El 10 de julio de 2024, es cedido la Asociación Deportiva Ceuta.

### Selección nacional
El 7 de junio de 2019, debuta con la Selección de fútbol sub-17 de Argentina en un encuentro amistoso frente a Rusia.

## Clubes
| Club                            | País      | Año                  |
| ------------------------------- | --------- | -------------------- |
| Club Atlético Newell's Old Boys | Argentina | 2019-2020            |
| C. F. Intercity                 | España    | 2020-act.            |
| A.D. Ceuta                      | España    | 2024-2025 (Préstamo) |